# Kulam (Syamtalira Aron)
Kulam is een bestuurslaag in het regentschap Aceh Utara van de provincie Atjeh, Indonesië. Kulam telt 718 inwoners (volkstelling 2010).